# Prototype 2
Prototype 2 je akční hra vyvíjená společností Radical Entertainment a distribuována firmou Activision pro platformy Microsoft Windows, Xbox 360 a PlayStation 3. Hra vyšla zprvu na konzole, a to 24. dubna 2012 pro Xbox 360 a PlayStation 3 a teprve 24. července 2012 v Severní Americe a 27. v Evropě byla vydána verze pro Microsoft Windows.
Prototype 2 je přímé pokračování první dílu z roku 2009, kde hráč ovládal antihrdinu Alexe Mercera. Alex se ve hře objevil znovu, nicméně v roli negativní. Je štvancem nového protagonisty Sgt. Jamese Hellera, jehož také sám pomocí viru stvořil. Za úkol tedy hráč má zničit svého stvořitele. Což bylo také heslo tajemného projektu těsně před ohlášením - Murder your Maker.